# Функционален анализ
Функционалният анализ е дял от математиката, в който се изучава векторните пространства и операторите действащи върху тях. Понятието функционален в името идва от вариационното смятане, където се разглеждат функционали – функции, чиито аргументи са функции. Функционалният анализ дава основа за математическата обосновка на квантовата механика. Редица приложения на функционалния анализ откриваме в математическата физика.

## Нормирани векторни пространства
Според съвременните формулировки функционалния анализ е учение за пълни нормирани векторни пространства над реалните или комплексните числа. Такива пространства се наричат банахови (в чест на полския математик Стефан Банах). В по-общия случай, функционалния анализ включва изучаването и на топологични пространства, които са лишени от норма. Важна роля във функционалния анализ играят непрекъснатите линейни оператори дефинирани върху банахови и хилбертови пространства, което води, по естествен път, до дефиницията на {\displaystyle C*}-алгебри и други операторни алгебри.

### Банахови пространства
Линейно пространство с норма, което е пълно (по смисъл на сходимост по тази норма), се нарича банахово. Пространството от непрекъснати функции {\displaystyle f(x)}, с непрекъснати производни до k-ти ред, дефинирани върху интервала [0, 1], и притежаващо норма {\displaystyle ||f||=max(max|f(x)|,max|f'(x)|,...,max|f^{(k)}(x)|)} е пример за банахово пространство, с широко приложение във вариационното смятане.

### Хилбертови пространства
Хилбертовите пространства могат да бъда напълно класифицирани. За всяка мощност на базиса съществува единствено хилбертово пространство, с точност до изоморфизъм. Тъй като крайномерните хилбертови пространства са обстойно изучени в линейната алгебра, функционалния анализ на хилбертови пространства се концентрира върху пространства с размерност ℵ0. Пример за нерешена задача от теорията на хилбертовите пространства е задачата за инвариантното подпространство (Всеки ограничен оператор в хилбертово пространство има собствено инвариантно подпростарнство).

### Соболеви пространства
В математическата физика възниква нуждата от въвеждане на обобщени решения на частни диференциални уравнения и оттам на обобщена производна/разпределение (термин на С. Л. Соболев). Соболевото пространство е банахово пространство от достатъчно гладки функции снабдено с норма.

## Основни резултати
- Принцип за равномерна ограниченост (познат още като теорема на Банах-Щайнхауз) отнасящ се за оператори с равномерни граници.
- Една от спектралните теореми (даваща интегрална формула за нормалните оператори в Хилбертово пространство) играе централна роля в математическата формулировка на квантовата механика.
- Теорема на Хан-Банах. Функционали от дадено подпространство могат да бъдат продължени в цялото пространство, като се запази нормата.
- Теорема за отвореното изображение.

## История
Функционалният анализ възниква като самостоятелна дисциплина в началото на 20 век. Основите му се залагат в други математически науки, като вариационното смятане, диференциалните и интегрални уравнения, трансформациите на Фурие и теория на представянията. Основополагащи са трудовете на Стефан Банах и Давид Хилберт. Докторската дисертация на Банах от 1922 е смятана от мнозина за рождена дата на съвременния функционален анализ.

## Съображения касаещи основите на математиката
Повечето пространства разглеждани във функционалния анализ са безкрайномерни. Често намирането на база в тях изисква лема на Цорн. Теоремата на Хан-Банах (необходима при доказателства на много от важните факти) се доказва, използвайки аксиома за избора.